# Lista de jogadoras e capitães campeões da Copa Billie Jean King
Segue a lista de campeões - jogadoras e capitã(es) - da Copa Billie Jean King.
O levantamento diz respeito às tenistas convocadas oficialmente para o confronto final (se ele ocorrer em data e local à parte) ou à fase final (com vários participantes e confrontos na mesma sede, em um curto espaço de tempo).
Para jogadores que mudaram de nome do longo do tempo (geralmente, ao se casarem): o nome mostrado aqui sempre será o mais recente. Se, por acaso, disputaram uma edição com outro nome, este será sinalizado em nota.

## Ano a ano
A contagem, nesta seção, é de quantas edições que um nome saiu vitorioso. Se este aparece como jogador e capitão no mesmo ano, então o numerador é repetido (haverá um asterisco) no segundo item.
Na seção Estatísticas, o levantamento é feito sob outros critérios.
| Ano     | Equipe Campeã      | Jogadora 1                | Jogadora 2                    | Jogadora 3                   | Jogadora 4                    | Jogadora 5         | Capitã(o)                   |
| ------- | ------------------ | ------------------------- | ----------------------------- | ---------------------------- | ----------------------------- | ------------------ | --------------------------- |
| 2024    | Itália             | Lucia Bronzetti           | Elisabetta Cocciaretto        | Sara Errani (4/4)            | Jasmine Paolini               | Martina Trevisan   | Tathiana Garbin             |
| 2023    | Canadá             | Eugenie Bouchard          | Gabriela Dabrowski            | Leylah Fernandez             | Rebecca Marino                | Marina Stakusic    | Heidi El Tabakh             |
| 2022    | Suíça              | Belinda Bencic            | Viktorija Golubic             | Jil Teichmann                | Simona Waltert                | –                  | Heinz Günthardt             |
| 2020-21 | FTR                | Ekaterina Alexandrova     | Daria Kasatkina               | Veronika Kudermetova         | Anastasia Pavlyuchenkova      | Liudmila Samsonova | Igor Andreev                |
| 2019    | França             | Alizé Cornet              | Fiona Ferro                   | Caroline Garcia              | Kristina Mladenovic           | Pauline Parmentier | Julien Benneteau            |
| 2018    | Chéquia            | Barbora Krejčíková        | Petra Kvitová (6/6)           | Kateřina Siniaková           | Barbora Strýcová (3/3)        | –                  | Petr Pála (6/6)             |
| 2017    | Estados Unidos     | Alison Riske              | Shelby Rogers                 | Sloane Stephens              | Coco Vandeweghe               | –                  | Kathy Rinaldi               |
| 2016    | Chéquia            | Lucie Hradecká (4/4)      | Petra Kvitová (5/6)           | Karolína Plíšková (2/2)      | Barbora Strýcová (2/3)        | –                  | Petr Pála (5/6)             |
| 2015    | Chéquia            | Petra Kvitová (4/6)       | Karolína Plíšková (1/2)       | Lucie Šafářová (4/4)         | Barbora Strýcová (1/3)        | –                  | Petr Pála (4/6)             |
| 2014    | Chéquia            | Andrea Hlaváčková (2/2)   | Lucie Hradecká (3/4)          | Petra Kvitová (3/6)          | Lucie Šafářová (3/4)          | –                  | Petr Pála (3/6)             |
| 2013    | Itália             | Sara Errani (3/4)         | Karin Knapp                   | Flavia Pennetta (4/4)        | Roberta Vinci (4/4)           | –                  | Corrado Barazzutti (4/4)    |
| 2012    | Chéquia            | Andrea Hlaváčková (1/2)   | Lucie Hradecká (2/4)          | Petra Kvitová (2/6)          | Lucie Šafářová (2/4)          | –                  | Petr Pála (2/6)             |
| 2011    | Chéquia            | Lucie Hradecká (1/4)      | Petra Kvitová (1/6)           | Květa Peschke                | Lucie Šafářová (1/4)          | –                  | Petr Pála (1/6)             |
| 2010    | Itália             | Sara Errani (2/4)         | Flavia Pennetta (3/4)         | Francesca Schiavone (3/3)    | Roberta Vinci (3/4)           | –                  | Corrado Barazzutti (3/4)    |
| 2009    | Itália             | Sara Errani (1/4)         | Flavia Pennetta (2/4)         | Francesca Schiavone (2/3)    | Roberta Vinci (2/4)           | –                  | Corrado Barazzutti (2/4)    |
| 2008    | Rússia             | Svetlana Kuznetsova (3/3) | Ekaterina Makarova            | Elena Vesnina (2/2)          | Vera Zvonareva (2/2)          | –                  | Shamil Tarpischev (4/4)     |
| 2007    | Rússia             | Anna Chakvetadze          | Svetlana Kuznetsova (2/3)     | Nadia Petrova                | Elena Vesnina (1/2)           | –                  | Shamil Tarpischev (3/4)     |
| 2006    | Itália             | Flavia Pennetta (1/4)     | Mara Santangelo               | Francesca Schiavone (1/3)    | Roberta Vinci (1/4)           | –                  | Corrado Barazzutti (1/4)    |
| 2005    | Rússia             | Elena Dementieva          | Vera Dushevina                | Anastasia Myskina (2/2)      | Dinara Safina                 | –                  | Shamil Tarpischev (2/4)     |
| 2004    | Rússia             | Svetlana Kuznetsova (1/3) | Elena Likhovtseva             | Anastasia Myskina (1/2)      | Vera Zvonareva (1/2)          | –                  | Shamil Tarpischev (1/4)     |
| 2003    | França             | Stéphanie Cohen-Aloro     | Émilie Loit                   | Amélie Mauresmo              | Mary Pierce (2/2)             | –                  | Guy Forget                  |
| 2002    | Eslováquia         | Daniela Hantuchová        | Janette Husárová              | Henrieta Nagyová             | Martina Suchá                 | –                  | Tomáš Malik                 |
| 2001    | Bélgica            | Els Callens               | Kim Clijsters                 | Laurence Courtois            | Justine Henin                 | –                  | Ivo Van Aken                |
| 2000    | Estados Unidos     | Jennifer Capriati (2/2)   | Lindsay Davenport (3/3)       | Lisa Raymond                 | Monica Seles (3/3)            | –                  | Billie Jean King (10/10)    |
| 1999    | Estados Unidos     | Lindsay Davenport (2/3)   | Monica Seles (2/3)            | Serena Williams              | Venus Williams                | –                  | Billie Jean King (9/10)     |
| 1998    | Espanha            | Conchita Martínez (5/5)   | Arantxa Sánchez Vicario (5/5) | –                            | –                             | –                  | Miguel Margets Lobato (4/4) |
| 1997    | França             | Alexandra Fusai           | Mary Pierce (1/2)             | Nathalie Tauziat             | Sandrine Testud               | –                  | Yannick Noah                |
| 1996    | Estados Unidos     | Lindsay Davenport (1/3)   | Mary Joe Fernández            | Monica Seles (1/3)           | Linda Wild                    | –                  | Billie Jean King (8/10)     |
| 1995    | Espanha            | Conchita Martínez (4/5)   | Virginia Ruano Pascual (2/2)  | Maria Sánchez Lorenzo        | Arantxa Sánchez Vicario (4/5) | –                  | Miguel Margets Lobato (3/4) |
| 1994    | Espanha            | Conchita Martínez (3/5)   | Ángeles Montolio              | Virginia Ruano Pascual (1/2) | Arantxa Sánchez Vicario (3/5) | –                  | Miguel Margets Lobato (2/4) |
| 1993    | Espanha            | Conchita Martínez (2/5)   | Arantxa Sánchez Vicario (2/5) | –                            | –                             | –                  | Miguel Margets Lobato (1/4) |
| 1992    | Alemanha           | Steffi Graf (2/2)         | Sabine Hack                   | Anke Huber                   | Barbara Rittner               | –                  | Klaus Hofsäss (2/2)         |
| 1991    | Espanha            | Conchita Martínez (1/5)   | Arantxa Sánchez Vicario (1/5) | –                            | –                             | –                  | Juan Alvariño               |
| 1990    | Estados Unidos     | Jennifer Capriati (1/2)   | Patty Fendick                 | Gigi Fernández               | Zina Garrison (3/3)           | –                  | Marty Riessen (3/3)         |
| 1989    | Estados Unidos     | Chris Evert (8/8)         | Zina Garrison (2/3)           | Martina Navratilova (4/4)    | Pam Shriver (2/2)             | –                  | Marty Riessen (2/3)         |
| 1988    | Checoslováquia     | Jana Novotná              | Jana Pospíšilová              | Helena Suková (4/4)          | Radka Zrubáková               | –                  | Jiří Medonos (2/2)          |
| 1987    | Alemanha Ocidental | Steffi Graf (1/2)         | Claudia Kohde-Kilsch          | Silke Meier                  | –                             | –                  | Klaus Hofsäss (1/2)         |
| 1986    | Estados Unidos     | Chris Evert (7/8)         | Zina Garrison (1/3)           | Martina Navratilova (3/4)    | Pam Shriver (1/2)             | –                  | Marty Riessen (1/3)         |
| 1985    | Checoslováquia     | Andrea Holíková           | Hana Mandlíková (3/3)         | Regina Maršíková             | Helena Suková (3/4)           | –                  | Jiří Medonos (1/2)          |
| 1984    | Checoslováquia     | Iva Budařová (2/2)        | Hana Mandlíková (2/3)         | Marcela Skuherská (2/2)      | Helena Suková (2/4)           | –                  | Jan Kukal (2/2)             |
| 1983    | Checoslováquia     | Iva Budařová (1/2)        | Hana Mandlíková (1/3)         | Marcela Skuherská (1/2)      | Helena Suková (1/4)           | –                  | Jan Kukal (1/2)             |
| 1982    | Estados Unidos     | Chris Evert (6/8)         | Andrea Leand                  | Martina Navratilova (2/4)    | –                             | –                  | Chris Evert (6*/8)          |
| 1981    | Estados Unidos     | Rosie Casals (6/6)        | Chris Evert (5/8)             | Andrea Jaeger                | Kathy Jordan (2/2)            | –                  | Chris Evert (5*/8)          |
| 1980    | Estados Unidos     | Tracy Austin (3/3)        | Rosie Casals (5/6)            | Chris Evert (4/8)            | Kathy Jordan (1/2)            | –                  | Vicky Berner (4/4)          |
| 1979    | Estados Unidos     | Tracy Austin (2/3)        | Rosie Casals (4/6)            | Chris Evert (3/8)            | Billie Jean King (7/10)       | –                  | Vicky Berner (3/4)          |
| 1978    | Estados Unidos     | Tracy Austin (1/3)        | Chris Evert (2/8)             | Billie Jean King (6/10)      | –                             | –                  | Vicky Berner (2/4)          |
| 1977    | Estados Unidos     | Rosie Casals (3/6)        | Chris Evert (1/8)             | Billie Jean King (5/10)      | –                             | –                  | Vicky Berner (1/4)          |
| 1976    | Estados Unidos     | Rosie Casals (2/6)        | Billie Jean King (4/10)       | –                            | –                             | –                  | Billie Jean King (4*/10)    |
| 1975    | Checoslováquia     | Martina Navratilova (1/4) | Renáta Tomanová               | –                            | –                             | –                  | Věra Suková                 |
| 1974    | Austrália          | Dianne Balestrat          | Evonne Cawley (3/3)           | Janet Young (2/2)            | –                             | –                  | Vic Edwards (2/2)           |
| 1973    | Austrália          | Evonne Cawley (2/3)       | Patricia Coleman              | Janet Young (1/2)            | –                             | –                  | Vic Edwards (1/2)           |
| 1972    | África do Sul      | Greta Delport             | Brenda Kirk                   | Patricia Walkden             | –                             | –                  | Jackie du Toit              |
| 1971    | Austrália          | Evonne Cawley (1/3)       | Margaret Court (4/4)          | Lesley Hunt                  | –                             | –                  | Margaret Court (4*/4)       |
| 1970    | Austrália          | Judy Dalton (2/2)         | Karen Krantzcke               | –                            | –                             | –                  | Alfred Chave                |
| 1969    | Estados Unidos     | Peaches Bartkowicz        | Julie Heldman (2/2)           | Nancy Richey                 | –                             | –                  | Donna Fales (2/2)           |
| 1968    | Austrália          | Margaret Court (3/4)      | Kerry Reid                    | –                            | –                             | –                  | Margaret Court (3*/4)       |
| 1967    | Estados Unidos     | Rosie Casals (1/6)        | Billie Jean King (3/10)       | –                            | –                             | –                  | Donna Fales (1/2)           |
| 1966    | Estados Unidos     | Carole Graebner           | Julie Heldman (1/2)           | Billie Jean King (2/10)      | –                             | –                  | Ros Greenwood               |
| 1965    | Austrália          | Lesley Bowrey (2/2)       | Margaret Court (2/4)          | Judy Dalton (1/2)            | –                             | –                  | Margaret Court (2*/4)       |
| 1964    | Austrália          | Lesley Bowrey (1/2)       | Robyn Ebbern                  | Margaret Court (1/4)         | –                             | –                  | Brian Tobin                 |
| 1963    | Estados Unidos     | Carole Caldwell           | Darlene Hard                  | Billie Jean King (1/10)      | –                             | –                  | William Scripps Kellogg     |

## Estatísticas

### Títulos por jogadora
| Nome | Títulos |
| --- | ------- |
| Chris Evert | 8       |
| Billie Jean King | 7       |
| Rosie Casals | 6       |
| Petra Kvitová | 6       |
| Conchita Martínez | 5       |
| Arantxa Sánchez Vicario | 5       |
| Margaret Court | 4       |
| Sara Errani | 4       |
| Lucie Hradecká | 4       |
| / Martina Navratilova | 4       |
| Flavia Pennetta | 4       |
| Lucie Šafářová | 4       |
| Helena Suková | 4       |
| Roberta Vinci | 4       |
| Tracy Austin | 3       |
| Evonne Cawley | 3       |
| Lindsay Davenport | 3       |
| Zina Garrison | 3       |
| Svetlana Kuznetsova | 3       |
| Hana Mandlíková | 3       |
| Francesca Schiavone | 3       |
| Monica Seles | 3       |
| Barbora Strýcová | 3       |
| Lesley Bowrey | 2       |
| Iva Budařová | 2       |
| Jennifer Capriati | 2       |
| Judy Dalton | 2       |
| / Steffi Graf | 2       |
| Julie Heldman | 2       |
| Andrea Hlaváčková | 2       |
| Kathy Jordan | 2       |
| Mary Pierce | 2       |
| Karolina Pliskova | 2       |
| Virginia Ruano Pascual | 2       |
| Pam Shriver | 2       |
| Marcela Skuherská | 2       |
| Elena Vesnina | 2       |
| Janet Young | 2       |
| Vera Zvonareva | 2       |
| \| Ekaterina Alexandrova Dianne Balestrat Peaches Bartkowicz Belinda Bencic Eugenie Bouchard Lucia Bronzetti Carole Caldwell Els Callens Kim Clijsters Elisabetta Cocciaretto Alizé Cornet Stéphanie Cohen-Aloro Patricia Coleman Laurence Courtois Gabriela Dabrowski Greta Delport Robyn Ebbern Patty Fendick Gigi Fernández Leylah Fernandez Mary Joe Fernández Fiona Ferro Alexandra Fusai Caroline Garcia Viktorija Golubic Carole Graebner Sabine Hack Daniela Hantuchová Darlene Hard Justine Henin Andrea Holíková Anke Huber Lesley Hunt Janette Husárová Andrea Jaeger Daria Kasatkina Brenda Kirk Karin Knapp Claudia Kohde-Kilsch Karen Krantzcke Barbora Krejčíková Veronika Kudermetova Andrea Leand Émilie Loit Maria Sánchez Lorenzo Ekaterina Makarova Rebecca Marino Regina Maršíková Amélie Mauresmo Silke Meier Kristina Mladenovic Ángeles Montolio Henrieta Nagyová Jana Novotná Jasmine Paolini Pauline Parmentier Anastasia Pavlyuchenkova Květa Peschke Jana Pospíšilová Lisa Raymond Kerry Reid Nancy Richey Alison Riske Barbara Rittner Shelby Rogers Liudmila Samsonova Kateřina Siniaková Marina Stakusic Sloane Stephens Martina Suchá Nathalie Tauziat Jil Teichmann Sandrine Testud Renáta Tomanová Martina Trevisan Coco Vandeweghe Patricia Walkden Simona Waltert Linda Wild Serena Williams Venus Williams Radka Zrubáková \| | 1       |
| |         |
| Ekaterina Alexandrova Dianne Balestrat Peaches Bartkowicz Belinda Bencic Eugenie Bouchard Lucia Bronzetti Carole Caldwell Els Callens Kim Clijsters Elisabetta Cocciaretto Alizé Cornet Stéphanie Cohen-Aloro Patricia Coleman Laurence Courtois Gabriela Dabrowski Greta Delport Robyn Ebbern Patty Fendick Gigi Fernández Leylah Fernandez Mary Joe Fernández Fiona Ferro Alexandra Fusai Caroline Garcia Viktorija Golubic Carole Graebner Sabine Hack Daniela Hantuchová Darlene Hard Justine Henin Andrea Holíková Anke Huber Lesley Hunt Janette Husárová Andrea Jaeger Daria Kasatkina Brenda Kirk Karin Knapp Claudia Kohde-Kilsch Karen Krantzcke Barbora Krejčíková Veronika Kudermetova Andrea Leand Émilie Loit Maria Sánchez Lorenzo Ekaterina Makarova Rebecca Marino Regina Maršíková Amélie Mauresmo Silke Meier Kristina Mladenovic Ángeles Montolio Henrieta Nagyová Jana Novotná Jasmine Paolini Pauline Parmentier Anastasia Pavlyuchenkova Květa Peschke Jana Pospíšilová Lisa Raymond Kerry Reid Nancy Richey Alison Riske Barbara Rittner Shelby Rogers Liudmila Samsonova Kateřina Siniaková Marina Stakusic Sloane Stephens Martina Suchá Nathalie Tauziat Jil Teichmann Sandrine Testud Renáta Tomanová Martina Trevisan Coco Vandeweghe Patricia Walkden Simona Waltert Linda Wild Serena Williams Venus Williams Radka Zrubáková       |         |

### Títulos por capitã(o)
| Nome                    | Títulos |
| ----------------------- | ------- |
| Petr Pála               | 6       |
| Corrado Barazzutti      | 4       |
| Vicky Berner            | 4       |
| Billie Jean King        | 4       |
| Miguel Margets Lobato   | 4       |
| Shamil Tarpischev       | 4       |
| Margaret Court          | 3       |
| Marty Riessen           | 3       |
| Vic Edwards             | 2       |
| Chris Evert             | 2       |
| Donna Fales             | 2       |
| Klaus Hofsäss           | 2       |
| Jan Kukal               | 2       |
| Jiří Medonos            | 2       |
| Juan Alvariño           | 1       |
| Igor Andreev            | 1       |
| Julien Benneteau        | 1       |
| Alfred Chave            | 1       |
| Jackie du Toit          | 1       |
| Heidi El Tabakh         | 1       |
| Tathiana Garbin         | 1       |
| Guy Forget              | 1       |
| Ros Greenwood           | 1       |
| Heinz Günthardt         | 1       |
| William Scripps Kellogg | 1       |
| Tomáš Malik             | 1       |
| Yannick Noah            | 1       |
| Kathy Rinaldi           | 1       |
| Věra Suková             | 1       |
| Brian Tobin             | 1       |
| Ivon Van Aken           | 1       |

### Títulos nas duas funções
Em ordem alfabética.
| Nome             | Jogadora | Capitã | Dupla função |
| ---------------- | -------- | ------ | ------------ |
| Margaret Court   | 4        | 3      | 3            |
| Chris Evert      | 8        | 2      | 2            |
| Billie Jean King | 7        | 4      | 1            |